# Szumi terület
A  Szumi terület (ukránul Сумська область [Szumszka oblaszty], oroszul Сумская область [Szumszkaja oblaszty]) közigazgatási egység Ukrajna északkeleti részén. Székhelye Szumi.

## Földrajz
A Szumi terület Északkelet-Ukrajnában található. Északon a Brjanszki területtel (Oroszország), északkeleten a Kurszki területtel (Oroszország), keleten a Belgorodi területtel (Oroszország), délkeleten a Harkivi, délen a Poltavai, nyugaton a Csernyihivi területtel határos. Területe 23 834 km².
A Kelet-európai-síkságon, a Közép-Orosz-hátság délnyugati szélén található. Legmagasabb pontja 246 m-es tengerszint feletti magasságban van.
Legnagyobb folyói a Gyeszna (Десна), a terület északi határfolyója, valamint a Szejm (Сейм), a Szula (Сула), a Pszel (Псел) és a Vorszkla (Ворскла).
Természetvédelem:
- Mihajlovi Természetvédelmi Terület, alapítás éve 2009, területe 883 ha.
- Ukrán Sztyeppi Természetvédelmi Terület, alapítás éve 1961, területe 3336 ha.

## Története
1939. január 10-én hozták létre.

## Közigazgatás

A Szumi terület járásai

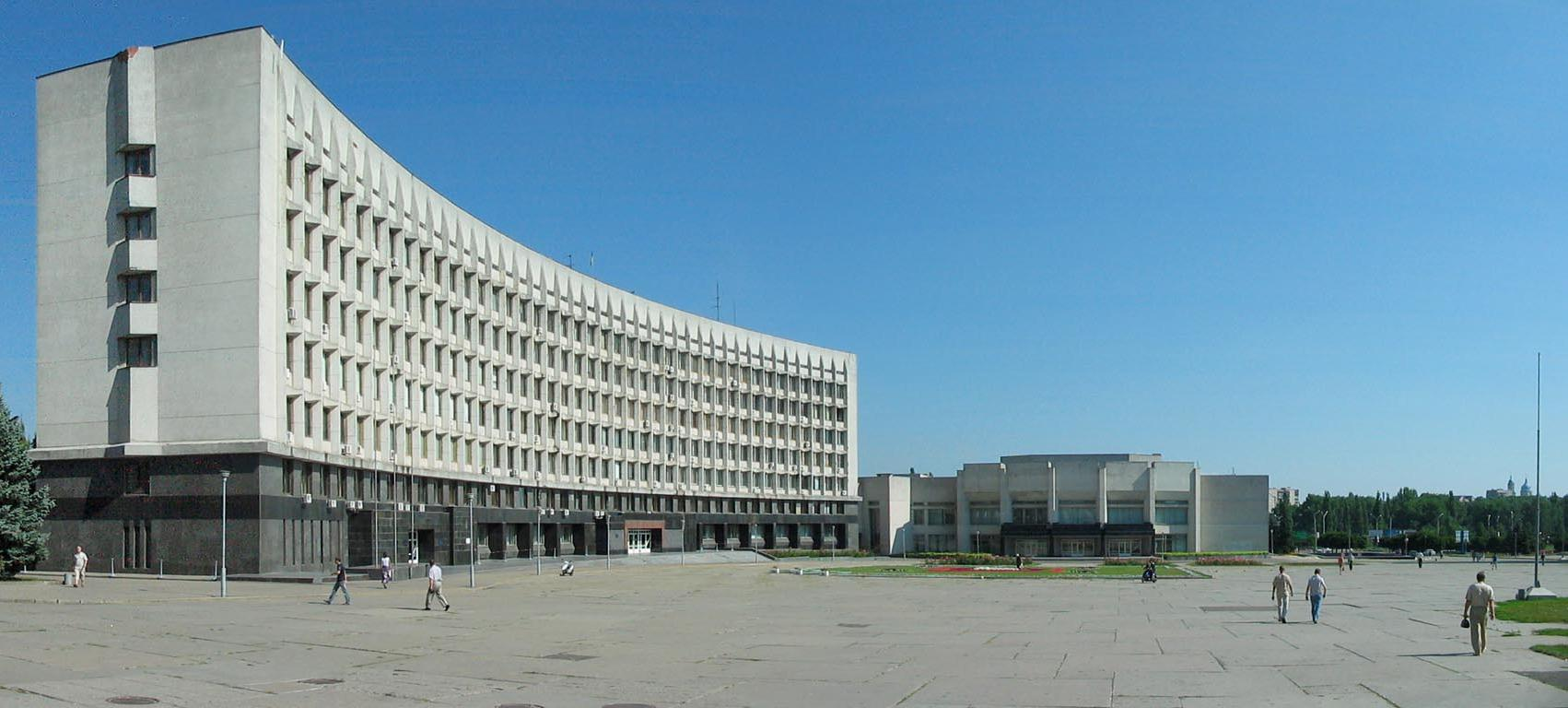
A területi közigazgatás épülete Szumiban

A terület közigazgatási hivatala a Szumi Területi Közigazgatási Hivatal, vezetője 2014. december 26-tól Mikola Olekszijovics Klocsko . Önkormányzata a Szumi Területi Tanács, címe: 40030, м. Суми, пл.Незалежності, 2
A területen 18 járás és 20 járási jogú város található.

## Népesség
A terület népessége 1 296 763 fő (2012). A városi népesség 837 920 fő, a falusi népesség 458 843 fő.
A nemzetiségek és etnikumok szerinti megoszlás a következő:
| Név      | Lélekszám (ezer fő) | Arány (%) |
| -------- | ------------------- | --------- |
| ukrán    | 1152                | 88,84     |
| orosz    | 121,6               | 9,38      |
| belorusz | 4,320               | 0,33      |
| cigány   | 1,377               | 0,11      |
| örmény   | 1,183               | 0,09      |
| moldovai | 0,778               | 0,06      |
| zsidó    | 0,762               | 0,06      |
| azeri    | 0,567               | 0,04      |
| tatár    | 0,435               | 0,03      |
| grúzok   | 0,424               | 0,03      |

### Városok
A terület városai:
| Név         | Cirill betűkkel | Lakosság (ezer fő) |
| ----------- | --------------- | ------------------ |
| Szumi       | Суми            | ▼269,7             |
| Konotop     | Конотоп         | ▼89,0              |
| Sosztka     | Шостка          | ▼79,7              |
| Ohtirka     | Охтирка         | ▼49,1              |
| Romni       | Ромни           | ▼43,4              |
| Gluhiv      | Глухів          | ▼34,8              |
| Lebegyin    | Лебедин         | ▼26,3              |
| Krolevec    | Кролевець       | ▼23,7              |
| Trosztyanec | Тростянець      | ▼21,5              |
| Bilopillja  | Білопілля       | ▼16,9              |
| Putyivl     | Путивль         | ▼16,3              |

## Közlekedés
Vasúton Kijevből napi 4, Harkivból napi 5, Oroszországból számos vonat közlekedik – utóbbiból a legtöbb konotopi átszállással – Szumiba.
A területet érintő elővárosi vasutak (elektricska) északkeleti körzeti járatok Kijev felé.
A harkivi elővárosi vasút körzetéhez is csatlakozik (déli irány).

## Külső hivatkozások
- Szumi Területi Állami Közigazgatási Hivatal honlapja (ukránul)
- Szumi Területi Tanács honlapja (ukránul és angolul)
- Енциклопедія пам'яток Archiválva 2016. március 6-i dátummal a Wayback Machine-ben (ukránul és angolul)
- Interaktiv közigazgatási térkép
- Fényképek